# Samira Khayach Belhaj
Pour les articles homonymes, voir Belhaj.
Samira Khayach Belhaj, née le 4 juin 1953 à Tunis, est une femme politique tunisienne. Elle est ministre de l'Équipement, de l'Habitat et de l'Aménagement territorial du 10 novembre 2004 au 29 août 2008.

## Biographie
Diplômée du troisième cycle universitaire en architecture et urbanisme de l'Institut d'art, d'architecture et d'urbanisme de Tunis, elle devient en 1980 ingénieur architecte principale au ministre de l'Équipement et de l'Habitat. De 1985 à 1988, elle est sous-directeur au commissariat général au développement régional et à l'aménagement du territoire, relevant du ministère du Plan et des Finances. L'année suivante, elle est architecte général urbaniste à la direction de l'urbanisme au ministère de l'Équipement et de l'Habitat. Elle supervise alors l'exécution de plusieurs projets d'urbanisme.
De 1990 à 1996, elle est adjointe au maire de Tunis. Elle est également vice-présidente de l'Association tunisienne des urbanistes de 1992 à 1994. Militante au Rassemblement constitutionnel démocratique, elle en est membre du comité central d'août 1993 à août 1998. Lors des élections législatives de 1994, elle est élue députée, puis réélue en 1999. Elle est présidente de la commission « équipement et services » à la Chambre des députés.
Le 29 avril 1999, elle est élue présidente de l'Union nationale des femmes de Tunisie, après en avoir été membre du bureau exécutif, ainsi que trésorière, et reste à ce poste qu'en 2000.
Le 17 novembre 1999, elle est nommée secrétaire d'État auprès du ministre de l'Équipement Slaheddine Belaïd, chargée de l'Habitat,, avant de devenir, le 10 novembre 2004, ministre de l'Équipement, de l'Habitat et de l'Aménagement territorial dans le premier gouvernement Ghannouchi. Elle est la première femme à occuper cette fonction. Mohamed Nejib Berriche est alors son secrétaire d'État, chargé du Logement et du Développement du territoire à partir du 13 mars 2006. Khayach Belhaj reste ministre jusqu'au 29 août 2008, date à laquelle elle est remplacée par Slaheddine Malouche.
Elle a aussi été maire du Bardo.
Khayach Belhaj est décorée des insignes de chevalier de l'Ordre de la République et de commandeur de l'Ordre du 7-Novembre.

## Poursuites judiciaires
Le 3 mars 2017, elle est condamnée à six ans de prison ferme par la quatrième chambre criminelle du tribunal de première instance de Tunis, dans l'affaire Mariah Carey, du nom de la chanteuse américaine qui a organisé des concerts en Tunisie les 23 et 25 juillet 2006. L'ancien président Zine el-Abidine Ben Ali est également condamné à six ans de prison, de même que Tijani Haddad (ministère du Tourisme de l'époque) et Kamel Haj Sassi (secrétaire d'État à la Jeunesse de l'époque), ainsi qu'Imed Trabelsi qui est condamné à onze ans de prison dans la même affaire.

## Vie privée
Elle est mariée et mère de trois enfants.